# Tamu Massif
Tamu Massif là núi lửa hình khiên ngầm đã ngừng hoạt động ở tây bắc Thái Bình Dương. Nó là núi lửa lớn nhất trên Trái Đất và là một trong những núi lửa lớn nhất Hệ Mặt Trời.